# Edam

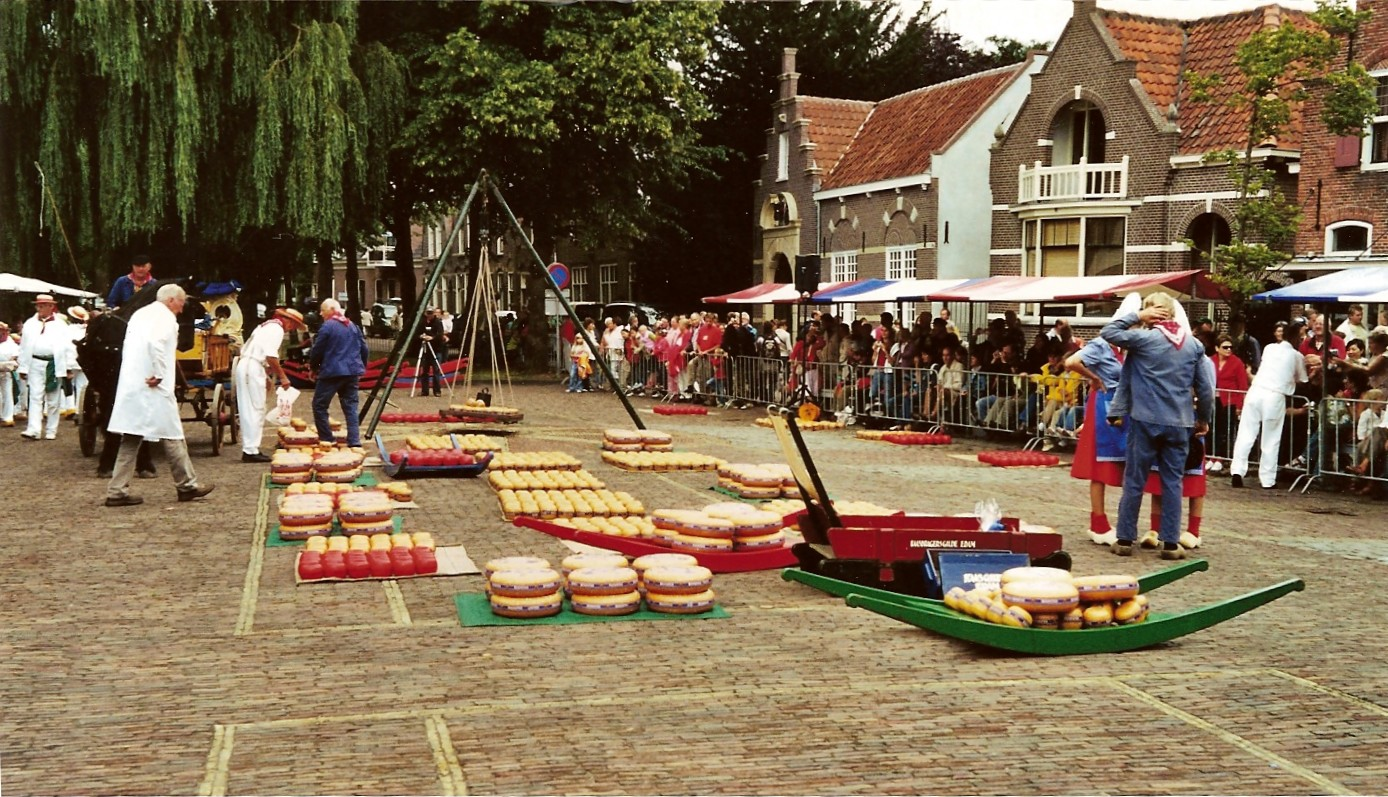
Ostmarknad i Edam.

Edam är en ort i provinsen Noord-Holland i Nederländerna, 22 km nordost om Amsterdam. Tillsammans med Volendam bildar orterna kommunen Edam-Volendam. År 2015 hade orten 29 100 invånare; hela kommunen har 28 492 invånare.  Samhället är känt för Edamerosten.